# Progressione del record italiano del getto del peso femminile

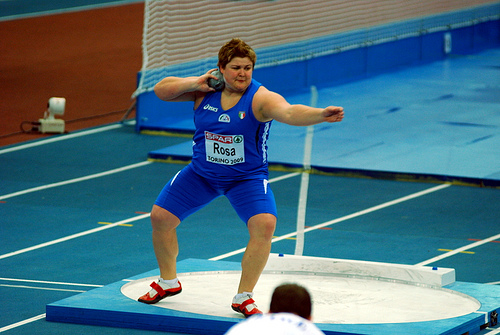
Chiara Rosa, detentrice del record italiano del getto del peso dal 2007.

La voce seguente illustra la progressione del record italiano del getto del peso femminile di atletica leggera.
Il primo record italiano femminile in questa disciplina venne ratificato il 6 maggio 1923.

## Progressione

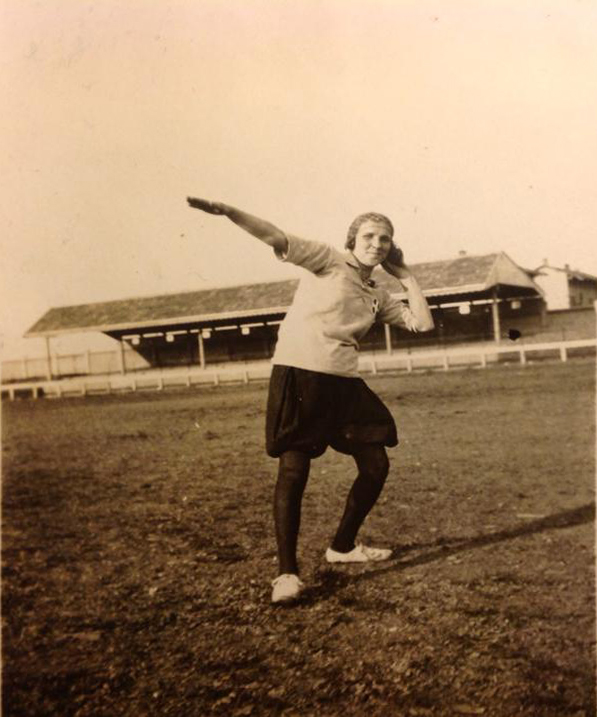
Maria Piantanida, prima detentrice del record italiano dal 1923 al 1927.

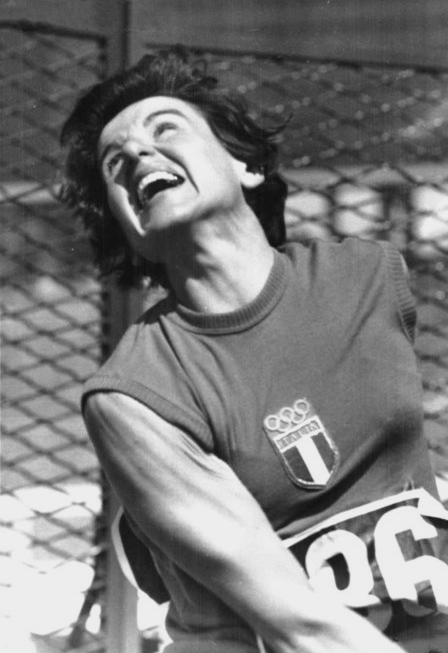
Paola Paternoster, detentrice del record italiano dal 1956 al 1965.

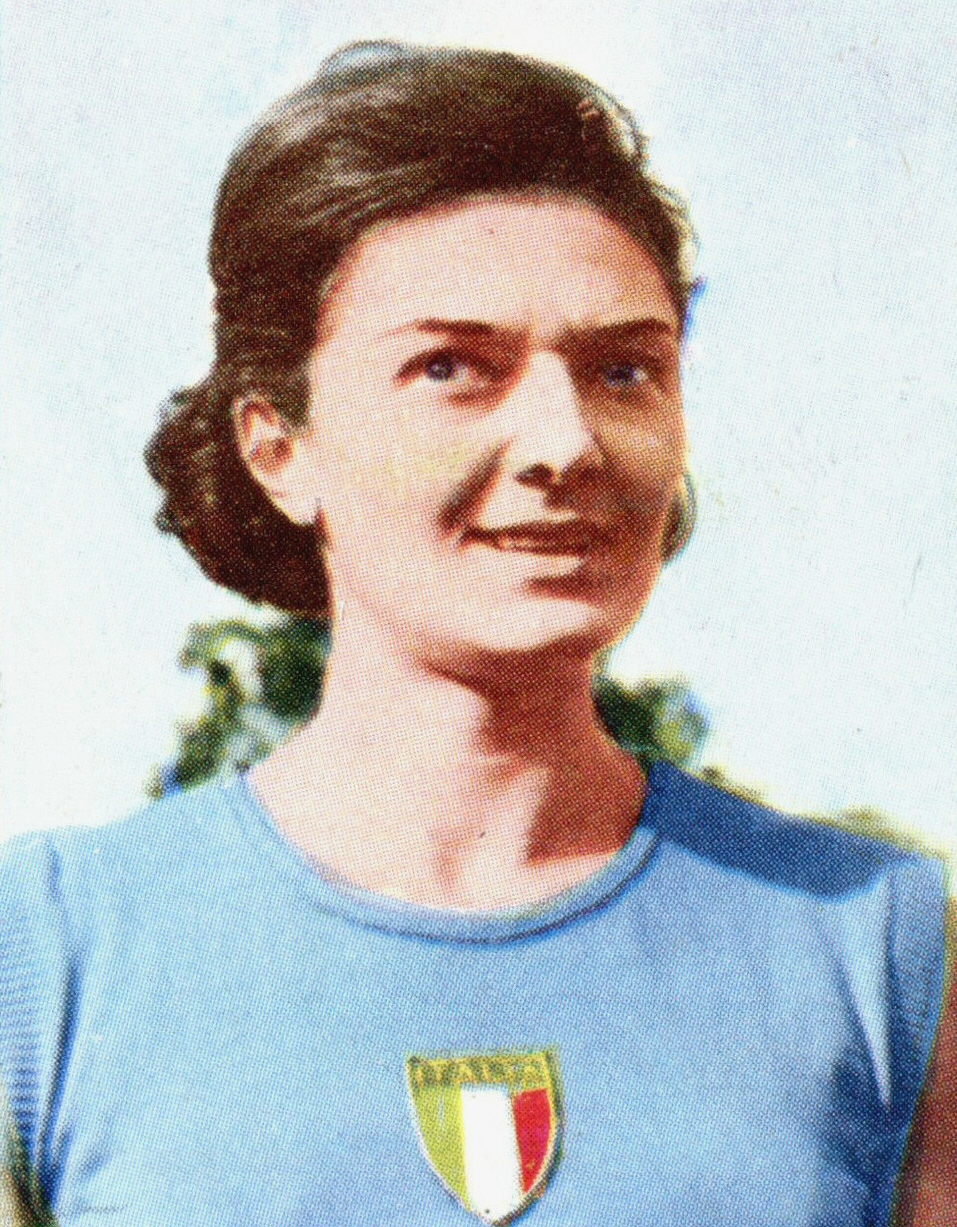
Elivia Ricci Ballotta, detentrice del record italiano dal 1965 al 1970.

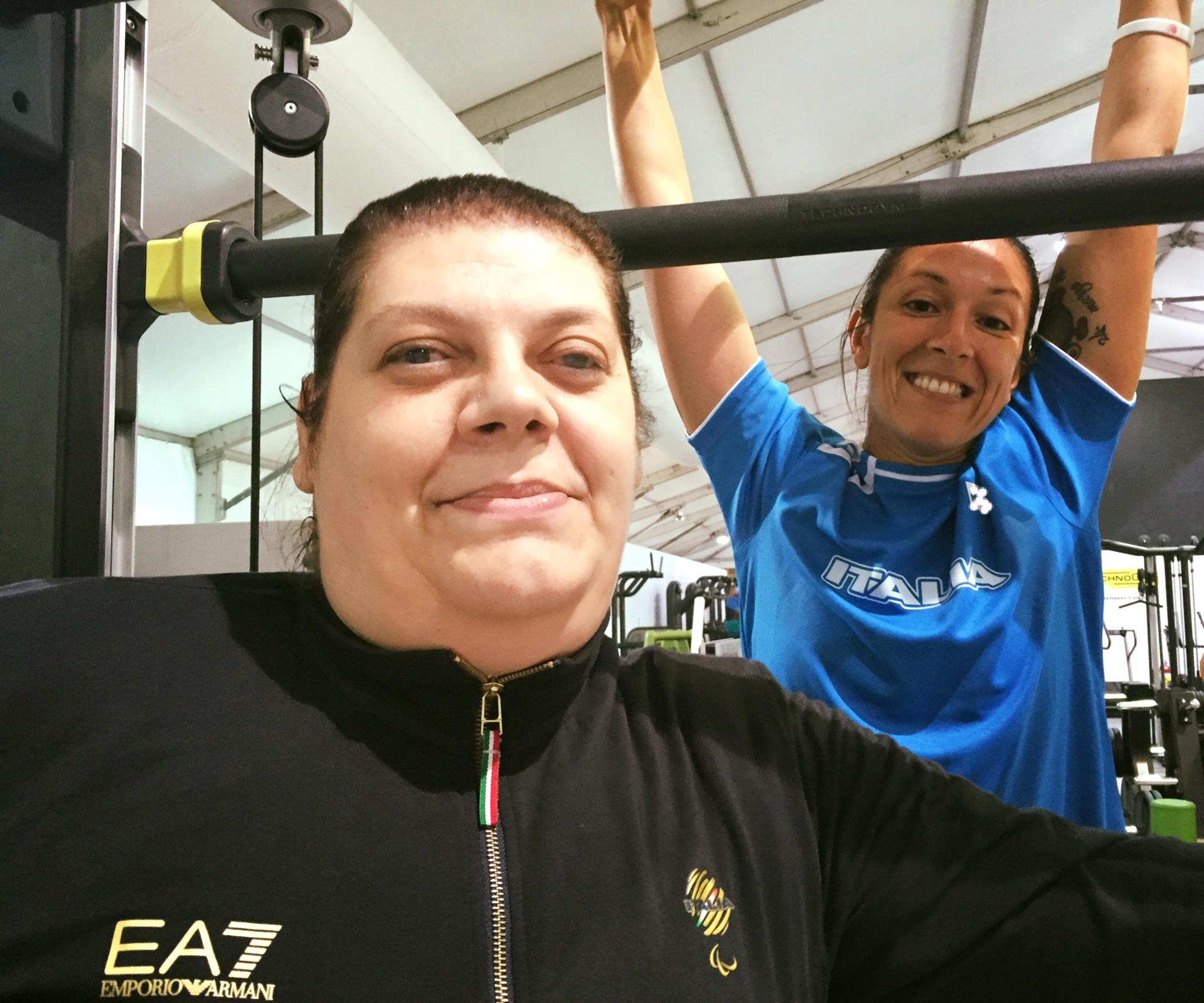
Assunta Legnante, detentrice del record italiano dal 2004 al 2007.

| Misura   | Atleta                | Società                                      | Luogo         | Data              | Note  |
| -------- | --------------------- | -------------------------------------------- | ------------- | ----------------- | ----- |
| 8,49 m   | Maria Piantanida      | Società Ginnastica Pro Patria et Libertate   | Milano        | 6 maggio 1923     | [ 1 ] |
| 8,92 m   | Maria Piantanida      | Società Ginnastica Pro Patria et Libertate   | Milano        | 12 agosto 1923    | [ 1 ] |
| 9,025 m  | Piera Borsani         | Cotonificio Cantoni Castellanza              | Bologna       | 2 ottobre 1927    |       |
| 9,17 m   | Vittorina Vivenza     | Associazione Sportiva Aosta                  | Torino        | 30 ottobre 1927   |       |
| 9,18 m   | Piera Borsani         | Cotonificio Cantoni                          | Bologna       | 10 giugno 1928    |       |
| 9,58 m   | Bruna Bertolini       | Società Ginnastica Milanese Forza e Coraggio | Bologna       | 14 ottobre 1928   |       |
| 9,81 m   | Bruna Bertolini       | Società Ginnastica Milanese Forza e Coraggio | Bologna       | 12 maggio 1929    |       |
| 9,86 m   | Jolanda Bacchelli     | Virtus Bologna Sportiva                      | Bologna       | 8 settembre 1929  |       |
| 9,94 m   | Bruna Bertolini       | Società Ginnastica Milanese Forza e Coraggio | Milano        | 22 settembre 1929 |       |
| 10,00 m  | Bruna Bertolini       | Società Ginnastica Milanese Forza e Coraggio | Napoli        | 2 novembre 1929   |       |
| 10,06 m  | Bruna Bertolini       | Sport Club Italia                            | Torino        | 25 maggio 1930    |       |
| 10,19 m  | Jolanda Bacchelli     | Virtus Bologna Sportiva                      | Bologna       | 1º giugno 1930    |       |
| 10,365 m | Bruna Bertolini       | Sport Club Italia                            | Milano        | 3 agosto 1930     |       |
| 10,51 m  | Bruna Bertolini       | Sport Club Italia                            | Firenze       | 5 agosto 1930     |       |
| 10,76 m  | Bruna Bertolini       | Sport Club Italia                            | Bologna       | 3 maggio 1931     |       |
| 10,84 m  | Bruna Bertolini       | Sport Club Italia                            | Firenze       | 30 maggio 1931    |       |
| 11,25 m  | Bruna Bertolini       | Sport Club Italia                            | Torino        | 19 giugno 1932    |       |
| 11,30 m  | Bruna Bertolini       | Venchi Unica Torino                          | Orleans       | 19 agosto 1934    |       |
| 11,33 m  | Bruna Bertolini       | Venchi Unica Torino                          | Budapest      | 26 settembre 1934 |       |
| 11,45 m  | Bruna Bertolini       | Venchi Unica Torino                          | Piacenza      | 16 giugno 1935    |       |
| 11,68 m  | Giorgina Grossi       | Virtus Bologna Sportiva                      | Milano        | 24 settembre 1938 |       |
| 11,69 m  | Giorgina Grossi       | Virtus Bologna Sportiva                      | Torino        | 9 ottobre 1938    |       |
| 11,77 m  | Amelia Piccinini      | Venchi Unica Torino                          | Bergamo       | 25 giugno 1939    |       |
| 12,10 m  | Amelia Piccinini      | Venchi Unica Torino                          | Milano        | 2 maggio 1940     |       |
| 12,16 m  | Amelia Piccinini      | Venchi Unica Torino                          | Torino        | 22 settembre 1940 |       |
| 12,23 m  | Amelia Piccinini      | Venchi Unica Torino                          | Monza         | 15 giugno 1941    |       |
| 12,40 m  | Gabre Gabric          | La Filotecnica Milano                        | Catanzaro     | 18 agosto 1942    |       |
| 12,44 m  | Amelia Piccinini      | Venchi Unica Torino                          | Soresina      | 23 agosto 1942    |       |
| 12,55 m  | Amelia Piccinini      | Venchi Unica Torino                          | Torino        | 29 giugno 1946    |       |
| 12,62 m  | Amelia Piccinini      | Venchi Unica Torino                          | Torino        | 21 luglio 1946    |       |
| 12,70 m  | Amelia Piccinini      | Venchi Unica Torino                          | Torino        | 8 maggio 1947     |       |
| 12,95 m  | Amelia Piccinini      | Venchi Unica Torino                          | Bologna       | 19 ottobre 1947   |       |
| 12,98 m  | Amelia Piccinini      | Venchi Unica Torino                          | Roma          | 4 aprile 1948     |       |
| 13,08 m  | Amelia Piccinini      | Venchi Unica Torino                          | Torino        | 8 maggio 1948     |       |
| 13,095 m | Amelia Piccinini      | Venchi Unica Torino                          | Londra        | 4 agosto 1948     |       |
| 13,23 m  | Amelia Piccinini      | Venchi Unica Torino                          | Milano        | 22 agosto 1948    |       |
| 13,35 m  | Amelia Piccinini      | Venchi Unica Torino                          | Albenga       | 17 aprile 1949    |       |
| 13,39 m  | Amelia Piccinini      | Venchi Unica Torino                          | Roma          | 22 maggio 1949    |       |
| 13,59 m  | Paola Paternoster     | Urbe Roma                                    | Napoli        | 24 giugno 1956    |       |
| 14,09 m  | Paola Paternoster     | Associazione Sportiva Roma                   | Roma          | 28 marzo 1959     |       |
| 14,38 m  | Paola Paternoster     | Associazione Sportiva Roma                   | Roma          | 28 marzo 1959     |       |
| 14,39 m  | Elivia Ricci Ballotta | Libertas Piacenza                            | Massa         | 27 giugno 1965    |       |
| 14,46 m  | Elivia Ricci Ballotta | Libertas Piacenza                            | Trento        | 5 settembre 1965  |       |
| 14,61 m  | Elivia Ricci Ballotta | Libertas Piacenza                            | Piacenza      | 1º ottobre 1966   |       |
| 14,64 m  | Silvana Forcellini    | FIAT Torino                                  | Zenica        | 19 luglio 1970    |       |
| 14,70 m  | Maria Stella Masocco  | CUS Roma                                     | Roma          | 3 aprile 1971     |       |
| 15,18 m  | Maria Stella Masocco  | CUS Roma                                     | Roma          | 8 maggio 1971     |       |
| 15,25 m  | Maria Stella Masocco  | Bruno Zauli Roma                             | Genova        | 15 marzo 1932     | i     |
| 15,43 m  | Maria Stella Masocco  | Bruno Zauli Roma                             | Tirrenia      | 14 maggio 1972    |       |
| 15,56 m  | Cinzia Petrucci       | Lyceum Ostia                                 | Genova        | 21 febbraio 1973  | i     |
| 15,47 m  | Cinzia Petrucci       | Lyceum Ostia                                 | Bolzano       | 24 giugno 1976    | [ 2 ] |
| 15,96 m  | Cinzia Petrucci       | Lyceum Ostia                                 | Bolzano       | 24 giugno 1973    |       |
| 16,00 m  | Cinzia Petrucci       | Lyceum Ostia                                 | Genova        | 13 febbraio 1974  | i     |
| 16,25 m  | Cinzia Petrucci       | Lyceum Ostia                                 | Genova        | 13 febbraio 1974  | i     |
| 16,85 m  | Cinzia Petrucci       | Lyceum Ostia                                 | Bolzano       | 19 maggio 1974    |       |
| 17,07 m  | Cinzia Petrucci       | Lyceum Ostia                                 | Roma          | 26 luglio 1975    |       |
| 17,21 m  | Cinzia Petrucci       | FIAT Iveco Torino                            | Montréal      | 17 marzo 1978     | i     |
| 17,12 m  | Cinzia Petrucci       | FIAT Iveco Torina                            | Torino        | 3 giugno 1978     | [ 3 ] |
| 17,37 m  | Cinzia Petrucci       | FIAT Iveco Torina                            | Genova        | 2 febbraio 1980   | i     |
| 17,46 m  | Cinzia Petrucci       | FIAT Iveco Torina                            | Genova        | 9 febbraio 1980   | i     |
| 17,39 m  | Cinzia Petrucci       | FIAT Iveco Torina                            | Los Angeles   | 15 marzo 1980     | [ 4 ] |
| 17,39 m  | Cinzia Petrucci       | FIAT Iveco Torina                            | Torino        | 4 maggio 1980     | [ 4 ] |
| 17,68 m  | Cinzia Petrucci       | FIAT Iveco Torina                            | Torino        | 4 maggio 1980     |       |
| 18,39 m  | Cinzia Petrucci       | FIAT Iveco Torina                            | Torino        | 4 maggio 1980     |       |
| 18,48 m  | Cinzia Petrucci       | FIAT Iveco Torina                            | Udine         | 16 maggio 1980    |       |
| 18,74 m  | Cinzia Petrucci       | FIAT Iveco Torina                            | Firenze       | 4 giugno 1980     |       |
| 18,89 m  | Mara Rosolen          | Gruppo Sportivo Fiamme Oro                   | Castellanza   | 16 febbraio 1997  | i     |
| 18,81 m  | Mara Rosolen          | Gruppo Sportivo Fiamme Oro                   | Avezzano      | 20 agosto 2000    |       |
| 18,92 m  | Assunta Legnante      | Tris                                         | Nereto        | 6 agosto 2004     |       |
| 18,98 m  | Assunta Legnante      | Atletica Camelot                             | Busto Arsizio | 23 settembre 2006 |       |
| 19,04 m  | Assunta Legnante      | Atletica Camelot                             | Busto Arsizio | 23 settembre 2006 |       |
| 19,15 m  | Chiara Rosa           | Gruppo Sportivo Fiamme Azzurre               | Milano        | 24 giugno 2007    |       |
| 19,15 m  | Chiara Rosa           | Gruppo Sportivo Fiamme Azzurre               | Berlino       | 14 giugno 2009    |       |